# 馬場翔大
馬場 翔大（ばば しょうた、1993年10月23日 - ）は、岡山県岡山市出身の元陸上競技選手。専門は長距離走。倉敷高等学校、駒澤大学経済学部卒。NTT西日本陸上競技部所属。

## 経歴･人物
姉の影響で小学校5年生から陸上を始める。
岡山市立上道中学校3年時、岡山県中学駅伝の1区で区間賞。都道府県対抗駅伝にも出場した。
倉敷高校3年時の第62回全国高校駅伝では3区を区間3位（日本人トップ）で走りチームを準優勝に導いた。2012年3月の第11回アジアクロスカントリー選手権ではジュニア8kmの部で優勝を飾る。
高校卒業後は駒澤大学に進学。大学2年時の第45回全日本大学駅伝6区で学生駅伝デビュー。区間賞を獲得し優勝に大きく貢献する。第90回箱根駅伝では山登りの5区を区間3位で走り、1時間19分54秒と1時間20分を切る好タイムを記録した。3月の第19回世界大学クロスカントリー選手権では6位入賞を果たした。
3年時の関東インカレ2部ハーフマラソンで3位入賞。第46回全日本大学駅伝では最終8区を任され、区間5位で走り4連覇の優勝テープを切った。第91回箱根駅伝では再び5区を担当。トップでタスキを受けたが、猛烈なペースで追い上げてきた青山学院大学の神野大地に10.5kmで逆転を許すと、低体温状態に陥り次第に失速。21.9kmでは足の痙攣で立ち止まってしまう。ゴール直前では二度三度と地面に手をつき立ち止まりながらも歩を進め、最後は倒れこむようにゴールテープを切り、直後に緊急搬送された。結果として往路4位まで順位を下げチームも総合2位。レース後は一時陸上を辞めることも考えたが、家族の支えもあり競技を続行する。
4年時の関東インカレ2部ハーフマラソンでは2年連続の3位入賞。第47回全日本大学駅伝では、6区を担当し区間賞を獲得。第92回箱根駅伝では大八木弘明監督から走る区間の選択権を与えられたが、5区でリベンジをしたいという気持ちを抑え、チームのために8区を選択し、区間2位の好走を見せ笑顔でタスキをつないだ。
NTT西日本では2017年・2018年と関西実業団駅伝6区で2年連続区間賞を獲得。ニューイヤー駅伝でもエース区間の4区を2年連続で担当した。

## 自己記録・成績

### 自己ベスト記録
- 5000m - 13分54秒82（2018年 ホクレンディスタンスチャレンジ）
- 10000m - 28分37秒21（2015年 ホクレンディスタンスチャレンジ）
- ハーフマラソン - 1時間02分21秒（2015年 日本学生ハーフマラソン）

### 大学駅伝成績
| 学年             | 出雲駅伝                      | 全日本大学駅伝              | 箱根駅伝                          |
| ---------------- | ----------------------------- | --------------------------- | --------------------------------- |
| 2年生 (2013年)   | 第25回 －-－ 出走なし         | 第45回 6区-区間賞 36分08秒  | 第90回 5区-区間3位 1時間19分54秒  |
| 3年生 (2014年度) | 第26回 6区エントリー 大会中止 | 第46回 8区-区間5位 59分47秒 | 第91回 5区-区間17位 1時間24分26秒 |
| 4年生 (2015年度) | 第27回 4区-区間5位 18分06秒   | 第47回 6区-区間賞 35分39秒  | 第92回 8区-区間2位 1時間05分22秒  |